# West Valley City
West Valley City é uma cidade no Condado de Salt Lake no subúrbio de Salt Lake City, no estado americano do Utah.
Antes da sua constituição como cidade, West Valley City era mais conhecida pelas comunidades de Hunter, Granger, Chesterfield e Redwood. É a cidade do time profissional de hóquei Utah Grizzlies.

## Geografia
De acordo com o United States Census Bureau, a cidade tem uma área de 92,2 km², onde 92,1 km² estão cobertos por terra e 0,1 km² por água.

## Demografia
Segundo o censo nacional de 2010, a sua população é de 129 480 habitantes e sua densidade populacional é de 1 405,86 hab/km². É a segunda cidade mais populosa do Utah. Possui 38 978 residências, que resulta em uma densidade de 423,21 residências/km².